# 费讷维莱
费讷维莱（法語：Fenneviller，法語發音：[fɛnvile]）是法国默尔特-摩泽尔省的一个市镇，属于吕内维尔区。

## 地理
费讷维莱（48°29'14"N, 6°52'53"E）面积2.99 平方千米，位于法国大東部大區默尔特-摩泽尔省，该省份为法国东北部内陆省份，是洛林的一部分，北邻比利时、卢森堡，北起顺时针与摩泽尔省、下莱茵省、孚日省和默兹省接壤。
与费讷维莱接壤的市镇（或旧市镇、城区）包括：巴东维莱、佩克索讷、圣莫里斯欧福日、圣波勒。

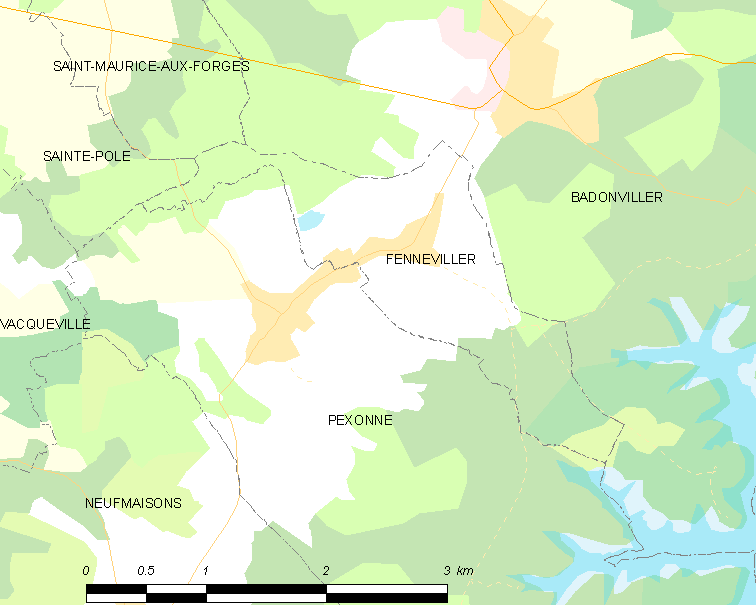
费讷维莱的OSM定位图

费讷维莱的时区为UTC+01:00、UTC+02:00（夏令时）。

## 行政
费讷维莱的邮政编码为54540，INSEE市镇编码为54191。

## 政治
费讷维莱所属的省级选区为巴卡拉县。

## 人口

1962-2008年间费讷维莱人口变化图示

费讷维莱于2022年1月1日时的人口数量为105人。